# (29324) 1994 PM31
A (29324) 1994 PM31 a Naprendszer kisbolygóövében található aszteroida. Eric Walter Elst fedezte fel 1994. augusztus 12-én.